# Jüdische Legion

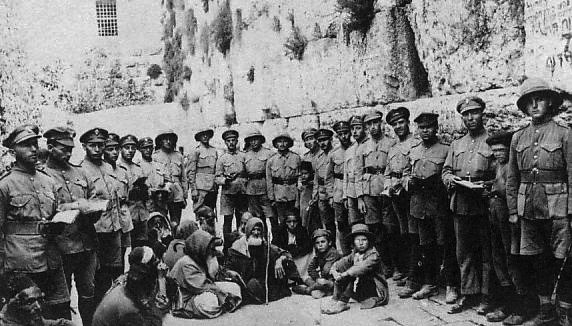
Angehörige der Jüdischen Legion vor der Klagemauer nach der Eroberung Jerusalems, Dezember 1917

Jüdische Legion war der Name von fünf Bataillonen, gebildet aus jüdischen Freiwilligen, die im Ersten Weltkrieg als Bataillon Nr. 38 bis 42 der Königlichen Füsiliere (Royal Fusiliers) der British Army kämpften. Die erste Einheit, genannt Zion Mule Corps, wurde 1914/15 aufgestellt, um gegen die Osmanische Armee eingesetzt zu werden.

## Geschichte bis 1918
| Bataillon | Tote |
| --------- | ---- |
| 38.       | 43   |
| 39.       | 23   |
| 40.       | 12   |
| 42.       | 3    |
| 38./40.   | 9    |

Im Dezember 1914 sprachen sich Wladimir Zeev Jabotinsky und Joseph Trumpeldor für die Bildung einer jüdischen Einheit aus, um dem britischen Heer bei seinem Kampf zur Befreiung des Heiligen Landes von der osmanischen Herrschaft beizustehen. Bis Ende März 1915 begannen 500 Freiwillige aus Ägypten, die von der osmanischen Regierung dorthin deportiert worden waren, mit der militärischen Ausbildung. Im folgenden April wurden 562 Männer unter Führung von Kommandant John Henry Patterson in die Schlacht von Gallipoli entsandt, da Großbritannien zunächst aus politischen Gründen die Teilnahme von jüdischen Freiwilligen an der Front in Palästina nicht zuließ. Das Zion Mule Corps wurde 1916 wieder aufgelöst.
Nach intensiver Lobbyarbeit Jabotinskys in Großbritannien wurde am 23. August 1917 die Bildung eines jüdischen Regiments offiziell angekündigt. Zum Dienst in der neuen Einheit meldet sich auch Jabotinsky. Allerdings wurden die in der Folge aufgestellten Einheiten als Bataillone des Regiments der Royal Fusiliers geführt. Das 38. und 39. Bataillon bestand fast vollständig aus Juden aus Großbritannien, Russland, den USA und Kanada. Patterson übernahm die Führung der ersten aufgestellten Einheit, des 38. Bataillons.
Im Juni 1918 kam das 40. Bataillon, das aus Juden der osmanischen Provinz Palästina und weiteren Gebieten bestand, unter Führung des neuseeländischen Generalmajors E.W.C. Chaytor im Jordantal und bei einem Gefecht etwa 30 km nördlich von Jerusalem zum Einsatz. Hierbei wurden über 20 Legionäre getötet, verwundet oder gefangen genommen. Der Rest erkrankte an Malaria, und 30 aus dieser Gruppe starben später. Die Aufgabe der Legion bestand in der Überquerung des Jordans, sie wurde hierbei von Jabotinsky angeführt. Später erhielt er dafür eine Auszeichnung, die er aber unmittelbar darauf wieder zurückgab.

## Nach 1918
Fast sämtliche Mitglieder der Jüdischen Legion wurden unmittelbar nach Ende des Ersten Weltkriegs im November 1918 entlassen. Einige von ihnen kehrten in ihre Heimat zurück, andere ließen sich in Palästina nieder, um ihre zionistischen Vorstellungen zu verwirklichen. 1919 wurde die Jüdische Legion auf Bataillonsstärke zurückgestuft und erhielt den Namen First Judeans. Sie erhielt ein besonderes Abzeichen an ihrer Schirmmütze, einen siebenarmigen Leuchter mit an dessen Fuß das hebräische Wort קדימה kadima (vorwärts). 
Ehemalige Mitglieder der Jüdischen Legion nahmen während der Unruhen im Jahre 1920 an der Verteidigung jüdischer Einrichtungen teil. Eine Folge hiervon war die Verhaftung Jabotinskys. Joseph Trumpeldor wurde mit zwei ehemaligen Angehörigen der Jüdischen Legion bei Tel Chai getötet. 
Während der Unruhen von Jaffa im Mai 1921 wurde ein weiterer Angehöriger der Jüdischen Legion getötet. 
Andere Veteranen gründeten 1932 den in der Nähe Netanjas gelegenen Moschaw Avihayil.

## Bekannte Mitglieder der Jüdischen Legion

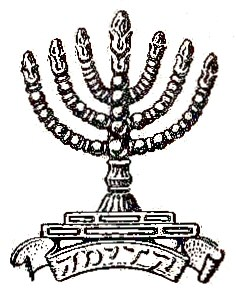
Schirmmützenabzeichen der Jüdischen Legion

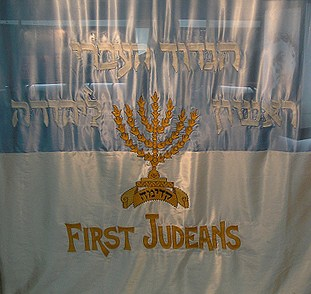
Flagge der First Judeans

- David Ben-Gurion, erster israelischer Premierminister
- Jitzchak Ben Tzwi, zweiter Präsident Israels
- Jaakow Dori, erster Generalstabschef der israelischen Streitkräfte
- Sir Jacob Epstein, englischer Bildhauer und Zeichner
- Levi Eschkol, dritter israelischer Premierminister
- Dov Hoz, einer der Begründer der Haganah
- Berl Katznelson, israelischer Arbeiterführer, Journalist und Politiker
- Wladimir Zeev Jabotinsky, zionistischer Revisionist
- John Henry Patterson, britischer Soldat und Autor
- Nehemiah Rabin, Vater von Jitzchak Rabin
- Edwin Herbert Samuel, Sohn von Herbert Louis Samuel
- Elieser Sukenik, israelischer Archäologe, Vater von Jigael Jadin
- Joseph Trumpeldor, einer der Kommandanten der HaSchomer HaTzair